# Zamia monticola
Zamia monticola là một loài thực vật thuộc họ Zamiaceae. Đây là loài đặc hữu của Guatemala. Chúng hiện đang bị đe dọa vì mất môi trường sống.